# Tratado de Hamburgo (1762)
El Tratado de Hamburgo fue firmado el 22 de mayo de 1762 en la Ciudad libre de Hamburgo entre Suecia y el Reino de Prusia durante la Guerra de los Siete Años.

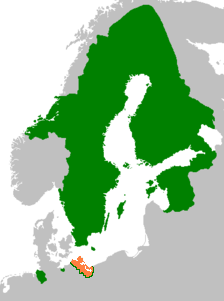
El Tratado de Hamburgo hizo que Suecia renunciara a la Pomerania, marcada en naranja

El tratado se llevó a cabo luego de que Rusia se aliase con Prusia el 5 de mayo, haciendo imposible para Suecia continuar la guerra a la que había entrado para recuperar territorios perdidos anteriormente en Pomerania. El tratado reafirmó el statu quo que existía antes de la guerra.